# Spaniens herrlandslag i ishockey
Spaniens herrlandslag i ishockey representerar Spanien i ishockey för herrar. Laget är placerad på plats 30 på IIHF:s (International Ice Hockey Federation) rankinglista (2013 års ranking). Laget lyckades vinna Division II i VM 2010 som spelades i Mexico City, Mexiko och kommer genom detta att spela i Division I inför  VM 2011.
I Spanien finns 18 inomhushallar och totalt cirka 200 aktiva spelare.

## Historia
Den 10 mars 1923 gick Spanien gick med i IIHF efter det att spanska vintersportförbundet grundades samma år. Efter att ha byggt en konstgjord isbana i Madrid deltog de in i sin första internationella turnering i slutet av 1923. Spanien vann sin första internationella match mot Belgien i Challenge de Haute-Garonne turneringen som hölls i Bagnères-de-Luchon, Frankrike. De förlorade sin nästa match i turneringen till Frankrike.
Spenien deltog 1924 i ishockey-EM som hölls i Milano, Italien. Under sin första match mot Schweiz, skadades två av Spaniens sju spelare. Schweiz spelades som respons på detta med fem spelare i sitt lag. Schweiz vann trots detta med 12-0. Spanien tvingades dock att lämna walkover i sin andra match mot Sverige på grund av de skador som deras spelare ådragit sig. 
År 1926 tävlade Spanien åter i EM, denna gång i Davos, Schweiz.I sin första match mot Belgien, Spanien förlorade 5-0. De förlorade också sin andra match till Tjeckoslovakien och fick spela avslutande matcher tröstpoolen. Man spelade oavgjort mot Italien 2-2 och förlorade mot Polen, 4-1 och kom på sista och nionde plats i turneringen.
Spanien har deltagit i IIHF:s Division II sedan den infördes 2001, men i VM 2010 vann man Division II och kommer att spela i näst högsta divisionen, Divisionen I, inför VM 2011.

## Korta fakta
- Första internationella match  Spanien -  Belgien = 6 - 4 i Luchon, Frankrike, 21 december 1923
- Största vinst  Spanien -  Turkiet = 38 - 0 i Johannesburg, Sydafrika 27 mars 1992
- Största förlust  Spanien -  Nederländerna = 0 - 19 i Las Palmas, Spanien, 13 mars 1978

## VM-statistik

### 1977-2006
| VM-Turneringar    | Matcher | Segrar | Oavgjorda | Förluster | Gjorda mål | Insläppta mål | Poäng |
| ----------------- | ------- | ------ | --------- | --------- | ---------- | ------------- | ----- |
| A-VM              | 0       | 0      | 0         | 0         | 0          | 0             | 0     |
| B-VM/Division I   | 0       | 0      | 0         | 0         | 0          | 0             | 0     |
| C-VM/Division II  | 92      | 23     | 7         | 62        | 337        | 599           | 53    |
| D-VM/Division III | 38      | 20     | 5         | 13        | 307        | 148           | 45    |

### 2007-
| VM-Turneringar | Matcher | Segrar | Förluster | Sudden deaths-/Straffläggningssegrar | Sudden deaths-/Straffläggningsförluster | Gjorda mål | Insläppta mål | Poäng |
| -------------- | ------- | ------ | --------- | ------------------------------------ | --------------------------------------- | ---------- | ------------- | ----- |
| VM             | 0       | 0      | 0         | 0                                    | 0                                       | 0          | 0             | 0     |
| Division I     | 4       | 0      | 3         | 1                                    | 0                                       | 6          | 25            | 2     |
| Division II    | 45      | 25     | 17        | 1                                    | 2                                       | 199        | 141           | 79    |
| Division III   | 0       | 0      | 0         | 0                                    | 0                                       | 0          | 0             | 0     |

- ändrat poängsystem efter VM 2006, där seger ger 3 poäng istället för 2 och att matcherna får avgöras genom sudden death (övertid) och straffläggning vid oavgjort resultat i full tid. Vinnaren får där 2 poäng, förloraren 1 poäng.

## Profiler
- Ander Alcaine